# Індустрія (Прокоп'євський округ)
Інду́стрія (рос. Индустрия) — селище у складі Прокоп'євського округу Кемеровської області, Росія.

## Населення
Населення — 381 особа (2010; 501 у 2002).
Національний склад (станом на 2002 рік):
- росіяни — 94 %